# Liste der längsten Straßenbrücken in Deutschland
Die Listen enthalten Straßenbrücken in Deutschland mit einer Gesamtlänge von mindestens 1000 Metern oder mit einer Stützweite von mindestens 200 Metern, die bestehen, einmal bestanden haben oder in Bau sind.

## Liste sortiert nach Gesamtlänge
| Rang | Brücke                                     | Länge    | größte Stützweite | Strecke           | Lage                    | Jahr der Fertigstellung         |
| ---- | ------------------------------------------ | -------- | ----------------- | ----------------- | ----------------------- | ------------------------------- |
| 1    | Hochstraße Elbmarsch                       | 4258 m   | 035 m             | BAB 7             | Hamburg                 | 1974                            |
| 2    | Köhlbrandbrücke                            | 3618 m   | 325 m             | B 3               | Hamburg                 | 1974                            |
| 3    | Hochbrücke Brunsbüttel                     | 2831 m   | 237 m             | B 5               | Brunsbüttel             | 1983                            |
| 4    | Rügenbrücke                                | 2831 m   | 198 m             | B 96              | Stralsund               | 2007                            |
| 5    | Hüttental-Hochstraße                       | 2230 m   |                   | B 54              | Siegen-Geisweid         | 1982                            |
| 6    | Berliner Brücke                            | 1824 m   | 150 m             | BAB 59            | Duisburg                | 1963                            |
| 7    | Rheinbrücke Koblenz-Süd mit Vorlandbrücken | 1820 m   | 236 m             | B 327             | Koblenz                 | 1975                            |
| 8    | Ruhrtalbrücke Mülheim                      | 1830 m   | 126 m             | BAB 52            | Mintard                 | 1966                            |
| 9    | Volmetalbrücke                             | 1740 m   | 044 m             | B 54              | Hagen                   | 1977                            |
| 10   | Hochmoselbrücke                            | 1702 m   | 210 m             | B 50              | Zeltingen-Rachtig       | 2019                            |
| 11   | Ahrtalbrücke                               | 1521 m   | 106 m             | BAB 61            | Bad Neuenahr-Ahrweiler  | 1976                            |
| 12   | Rheinkniebrücke                            | 1519 m   | 320 m             |                   | Düsseldorf              | 1969                            |
| 13   | Rader Hochbrücke                           | 1498 m   | 222 m             | BAB 7             | Rendsburg               | 1972                            |
| 14   | Talbrücke Pfeddersheim                     | 1471 m   | 045 m             | BAB 61            | Worms                   | 1975                            |
| 15   | Hochstraße Oldenburg                       | 1450 m   | 098 m             | BAB 28            | Oldenburg               | 1981                            |
| 16   | Elbebrücke Tangermünde                     | 1435 m   | 185 m             | B 188             | Tangermünde             | 2001                            |
| 17   | Neckartalviadukt Untertürkheim             | 1400 m   | 135 m             | B 14              | Stuttgart               | 1992                            |
| 18   | Neckartalbrücke Heilbronn                  | 1333 m   | 151 m             | BAB 6             | Heilbronn               | 2019 alte Brücke (1350 m, 1968) |
| 19   | Loisachbrücke Ohlstadt                     | 1315 m   | 071 m             | BAB 95            | Ohlstadt                | 1972                            |
| 20   | Flughafenbrücke                            | 1287 m   | 288 m             | BAB 44            | Düsseldorf              | 2002                            |
| 21   | Talbrücke Schnaittach                      | 1287 m   | 105 m             | BAB 9             | Schnaittach             | 1998                            |
| 22   | Schiersteiner Brücke                       | 1282 m   | 205 m             | BAB 643           | Wiesbaden               | 1962                            |
| 23   | Theodor-Heuss-Brücke                       | 1270 m   | 260 m             | B 7               | Düsseldorf              | 1957                            |
| 24   | Talbrücke Weinheim                         | 1260 m   |                   | BAB 63            | Alzey                   | 1981                            |
| 25   | Wiesentalbrücke                            | 1201 m   | 42 m              | BAB 98            | Lörrach                 | 1983                            |
| 26   | Sauertalbrücke                             | 1195 m   | 150 m             | BAB 64            | Mesenich (Langsur)      | 1987                            |
| 27   | Talbrücke Werratal                         | 1194 m   | 085 m             | BAB 71            | Einhausen (Thüringen)   | 2003                            |
| 28   | Rheinbrücke Emmerich                       | 1182 m   | 500 m             | B 220             | Emmerich am Rhein       | 1965                            |
| 29   | Ueckertalbrücke                            | 1182 m   | 045 m             | BAB 20            | Pasewalk                | 2001                            |
| 30   | Elbebrücke Hohenwarthe                     | 1170 m   | 141 m             | BAB 2             | Hohenwarthe             | 1997                            |
| 31   | Rheinbrücke Düsseldorf-Flehe               | 1166 m   | 368 m             | BAB 46            | Düsseldorf              | 1979                            |
| 32   | Aichtalbrücke                              | 1161 m   | 080 m             | B 27              | Aichtal                 | 1983                            |
| 33   | Störbrücke                                 | 1160 m   | 115 m             | B 5               | Itzehoe                 | 1967/2010                       |
| 35   | Hochstraße Bremen                          | 1142 m   | 127 m             | BAB 281           | Bremen                  | 2007                            |
| 34   | Elbebrücke Schönebeck                      | 1128,5 m | 185 m             | B 246a            | Schönebeck (Elbe)       | 2013                            |
| 34   | Kochertalbrücke                            | 1128 m   | 138 m             | BAB 6             | Geislingen am Kocher    | 1979                            |
| 36   | Thyratalbrücke                             | 1115 m   | 090 m             | BAB 38            | Bösenrode               | 2005                            |
| 37   | Peenetalbrücke                             | 1112 m   | 095 m             | BAB 20            | Jarmen                  | 2001                            |
| 38   | Elbebrücke Wittenberge                     | 1110 m   | 160 m             | B 189             | Wittenberge             | 1976                            |
| 39   | Talbrücke Lanzendorf                       | 1093 m   | 055 m             | BAB 9             | Lanzendorf (Himmelkron) | 1997                            |
| 40   | Krahnenbergbrücke                          | 1080 m   | 032 m             | B 9               | Andernach               | 1964                            |
| 41   | Sachsenbrücke                              | 1072 m   | 134 m             | B 172A            | Pirna                   | 1999                            |
| 42   | Rheinbrücke Leverkusen                     | 1061 m   | 280 m             | BAB 1             | Leverkusen              | 1965                            |
| 43   | Mainbrücke Eltmann                         | 1055 m   | 150 m             | BAB 70            | Eltmann                 | 1987/2006                       |
| 44   | Siegtalbrücke                              | 1050 m   | 105 m             | BAB 45            | Eiserfeld               | 1969                            |
| 45   | Hochstraße West 1                          | 1032 m   | 066 m             |                   | Ludwigshafen            | 1969                            |
| 46   | Donaubrücke Donaustauf                     | 1031 m   | 140 m             | Staatsstraße 2145 | Donaustauf              | 1987                            |
| 47   | Beeckerwerther Brücke                      | 1030 m   | 310 m             | BAB 42            | Duisburg                | 1990                            |
| 48   | Bendorfer Brücke                           | 1029 m   | 208 m             | BAB 48            | Koblenz                 | 1965                            |
| 49   | Donaubrücke Schalding                      | 1020 m   | 170 m             | BAB 3             | Passau                  | 1973                            |
| 50   | Kurt-Schumacher-Brücke                     | 1016 m   | 287 m             | B 44              | Mannheim                | 1972                            |
| 51   | Talbrücke Reichenbach                      | 1000 m   | 105 m             | BAB 71            | Geraberg                | 2002                            |

## Liste sortiert nach größter Stützweite
| Rang | Brücke                        | größte Stützweite | Konstruktion                   | Strecke | überspannt        | Lage              | Jahr der Fertigstellung |
| ---- | ----------------------------- | ----------------- | ------------------------------ | ------- | ----------------- | ----------------- | ----------------------- |
| 1    | Rheinbrücke Emmerich          | 500 m             | Hängebrücke                    | B 220   | Rhein             | Emmerich am Rhein | 1965                    |
| 2    | Rheinbrücke Neuenkamp         | 380 m             | Schrägseilbrücke               | BAB 40  | Rhein             | Duisburg          | 1971                    |
| 3    | Rheinbrücke Köln-Rodenkirchen | 378 m             | Hängebrücke                    | BAB 4   | Rhein             | Köln              | 1941                    |
| 4    | Rheinbrücke Düsseldorf-Flehe  | 368 m             | Schrägseilbrücke               | BAB 46  | Rhein             | Düsseldorf        | 1979                    |
| 5    | Niederrheinbrücke Wesel       | 335 m             | Schrägseilbrücke               | B 58    | Rhein             | Wesel             | 2009                    |
| 6    | Köhlbrandbrücke               | 325 m             | Schrägseilbrücke               |         | Elbe              | Hamburg           | 1974                    |
| 7    | Rheinkniebrücke               | 320 m             | Schrägseilbrücke               |         | Rhein             | Düsseldorf        | 1969                    |
| 8    | Mülheimer Brücke              | 315 m             | Hängebrücke                    | B 51    | Rhein             | Köln              | 1951                    |
| 9    | Beeckerwerther Brücke         | 310 m             | Schrägseilbrücke               | BAB 42  | Rhein             | Duisburg          | 1990                    |
| 10   | Severinsbrücke                | 302 m             | Schrägseilbrücke               | B 55    | Rhein             | Köln              | 1959                    |
| 11   | Donaubrücke Deggenau          | 290 m             | Schrägseilbrücke               | BAB 3   | Donau             | Deggendorf        | 1975                    |
| 12   | Flughafenbrücke               | 288 m             | Schrägseilbrücke               | BAB 44  | Rhein             | Düsseldorf        | 2002                    |
| 13   | Kurt-Schumacher-Brücke        | 287 m             | Schrägseilbrücke               | B 44    | Rhein             | Mannheim          | 1972                    |
| 14   | Friedrich-Ebert-Brücke        | 286 m             | Hängebrücke                    | L 287   | Rhein             | Duisburg          | 1954                    |
| 15   | Friedrich-Ebert-Brücke        | 280 m             | Schrägseilbrücke               | BAB 565 | Rhein             | Bonn              | 1967                    |
| 16   | Rheinbrücke Leverkusen        | 280 m             | Schrägseilbrücke               | BAB 1   | Rhein             | Leverkusen        | 1965                    |
| 17   | Rheinbrücke Speyer            | 275 m             | Schrägseilbrücke               | BAB 61  | Rhein             | Speyer            | 1974                    |
| 18   | Neckartalbrücke Weitingen     | 264 m             | unterspannte Stahlkastenbrücke | A 81    | Neckar            | Horb am Neckar    | 1978                    |
| 19   | Theodor-Heuss-Brücke          | 260 m             | Schrägseilbrücke               | B 7     | Rhein             | Düsseldorf        | 1957                    |
| 20   | Zoobrücke                     | 259 m             | Stahlhohlkastenbrücke          | B 55a   | Rhein             | Köln              | 1966                    |
| 21   | Oberkasseler Brücke           | 258 m             | Schrägseilbrücke               | L 392   | Rhein             | Düsseldorf        | 1976                    |
| 22   | Talbrücke Obere Argen         | 258 m             | Schrägseilbrücke               | BAB 96  | Argen             | Wangen im Allgäu  | 1990                    |
| 23   | Rheinbrücke Rees-Kalkar       | 255 m             | Schrägseilbrücke               | B 67    | Rhein             | Rees              | 1967                    |
| 24   | Brücke der Solidarität        | 255 m             | Stabbogenbrücke                | L 237   | Rhein             | Duisburg          | 1950                    |
| 25   | Talbrücke Wilde Gera          | 252 m             | Bogenbrücke                    | BAB 71  | Wilde Gera        | Gehlberg          | 2000                    |
| 27   | Krefeld-Uerdinger Brücke      | 250 m             | Auslegerbrücke                 | B 288   | Rhein             | Uerdingen         | 1936                    |
| 28   | Fehmarnsundbrücke             | 248 m             | Netzwerkbogenbrücke            | B 207   | Fehmarnsund       | Großenbrode       | 1963                    |
| 29   | Hochbrücke Brunsbüttel        | 237 m             | Stahlfachwerkbrücke            | B 5     | Nord-Ostsee-Kanal | Brunsbüttel       | 1983                    |
| 30   | Südbrücke                     | 236 m             | Stahlhohlkastenbrücke          | B 327   | Rhein             | Koblenz           | 1975                    |
| 31   | Raiffeisenbrücke              | 235 m             | Schrägseilbrücke               | B 256   | Rhein             | Neuwied           | 1978                    |
| 32   | Konrad-Adenauer-Brücke        | 230 m             | Stahlhohlkastenbrücke          | BAB 562 | Rhein             | Bonn              | 1972                    |
| 33   | Kylltalbrücke                 | 223 m             | Bogenbrücke                    | BAB 60  | Kyll              | Bitburg           | 1999                    |
| 34   | Europabrücke                  | 222 m             | Stahlvollwandträgerbrücke      | BAB 7   | Nord-Ostsee Kanal | Rendsburg         | 1972                    |
| 35   | Kaiserleibrücke               | 220 m             | Bogenbrücke mit Zugband        | BAB 661 | Main              | Frankfurt am Main | 1964                    |
| 36   | Moseltalbrücke                | 218 m             | Stahlkastenbrücke              | BAB 61  | Mosel             | Winningen         | 1972                    |
| 37   | Hochmoselbrücke               | 210 m             | Stahlkastenbrücke              | B 50    | Mosel             | Zeltingen-Rachtig | 2019                    |
| 38   | Bendorfer Brücke              | 208 m             | Spannbetonbalkenbrücke         | BAB 48  | Rhein             | Koblenz           | 1965                    |
| 39   | Josef-Kardinal-Frings-Brücke  | 208 m             | Stahlkastenbrücke              | B 1     | Rhein             | Düsseldorf        | 1951                    |
| 40   | Donaubrücke Schwabelweis      | 207 m             | Stabbogenbrücke                | B 8     | Donau             | Regensburg        | 1981                    |
| 41   | Schiersteiner Brücke          | 205 m             | Stahlhohlkastenbrücke          | BAB 643 | Rhein             | Wiesbaden         | 1962                    |
| 42   | Weisenauer Brücke             | 204 m             | Stahlbalkenbrücke              | BAB 60  | Rhein             | Mainz             | 1961                    |
| 43   | Donaubrücke Straubing         | 200 m             | Stabbogenbrücke                | B 20    | Donau             | Straubing         | 1977                    |

1. ↑  Kombinierte Eisenbahn- und Straßenbrücke